# カハネ・ハイ

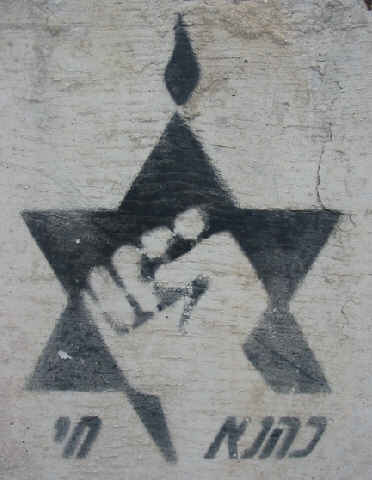
ロゴ

カハネ・ハイ(ヘブライ語:כהנא חי　「カハネは生きている」という意味）はかつてイスラエルに存在した極右政治組織ないしテロ組織。指導者はビニャミン・ゼエヴ・カハネ。

## 組織の概要

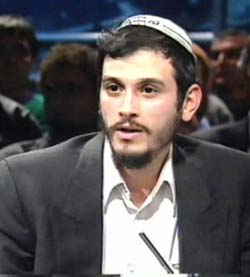
ビニャミン・ゼエヴ・カハネ

カハネ・ハイの前身組織・政党「カハ」の指導者であったビニャミンの父であるラビ・メイル・カハネが1990年にエジプト人の青年に暗殺されると、ビニャミンは父の遺志を受け継ぐため、この組織を立ち上げた。

## 事件
1994年2月25日早朝、カハネ・ハイの構成員であるバールーフ・ゴールドシュテインがイスラエル国防軍の制服を着用、ヘブロンのモスクで礼拝中のパレスチナ人たちに向かってIMI ガリル自動小銃を乱射。29人を殺害。125人を負傷させた。ゴールドシュテインはその場で生き残りのパレスチナ人にリンチされ殺された（マクペラの洞窟虐殺事件）。
イスラエル国内のみならず、全世界がこの事件に震撼し、イスラエル政府はただちにカハネ・ハイを「テロ組織」と認定、非合法化した。アメリカ合衆国、カナダ、EUもカハネ・ハイをテロ組織と認定した。

## その後
ビニャミンは2000年にパレスチナ人に暗殺され、カハネ・ハイは消滅した。しかしながら、メイル・カハネが提唱したカハネ主義の信奉者たち（カハニスト）は2011年現在も政治活動を続け、イスラエル国内で根強い支持を受けている。
彼らの掲げるスローガンは「カハネ・ツァダク！」（カハネは正しい！）、「アム・イスラエル・ハイ！」（イスラエルの民は生きている！）、「モウウト・レ-アラビーム！」（アラブ人に死を！）などである。

## 主な構成員
- ビニャミン・ゼエヴ・カハネ
- バールーフ・マーゼル
- バールーフ・ゴールドシュテイン
- イガール・アミル - イツハク・ラビン元首相の暗殺犯。
- ノアム・フェデールマン
- マイク・グゾフスキー
- シュムエル・サッケット

## 関係者
- ミハエル・ベン＝アリ - 元カハ党員の現役クネセト議員
- アヴィグドール・リーベルマン -現イスラエル外務大臣。ハアレツ紙が2009年にリーベルマンが元カハ党員であるとスクープ。本人は否定[1]。
- ヴィクター・ヴァンシアー
- ポール・エイデルバーグ - イスラエルの右派政治学者
- モーシェ・フェイグリン - サッケットと親しいイスラエルの右翼政治活動家。リクード党所属。